# Yosuke Hanya
Yosuke Hanya (født 30. januar 1999) er en japansk tidligere professionel fodboldspiller.
Han har spillet for flere forskellige klubber i sin karriere, herunder FC Tokyo.